# William Alexander Henry
William Alexander Henry (ur. 30 grudnia 1816 w Halifaksie w Nowej Szkocji, zm. 3 maja 1888) – kanadyjski polityk II poł. XIX w. Był uczestnikiem konferencji w Charlottetown i w Quebecu. Był jednym z nielicznych zwolenników konfederacji wśród polityków z Nowej Szkocji. Zaliczany jest do grona Ojców Konfederacji.
Ukończył studia prawnicze na lokalnym uniwersytecie i otworzył praktykę adwokacką. Działalność polityczną rozpoczął w 1840, kiedy to pierwszy raz został wybrany do Zgromadzenia Legislacyjnego Nowej Szkocji z listy partii liberalnej. Mandat zachował (z przerwą na jedną kadencję) do 1867, choć z czasem zaczął popierać konserwatystów. Po pierwszych wahaniach z entuzjazmem przyjął ustalenie rezolucji quebeckiej. Był też jednym z najaktywniejszych uczestników konferencji londyńskiej, skutecznie neutralizując wpływy nowoszkockich antykonfederatów. W 1867 startował w pierwszych wyborach do prowincjonalnego parlamentu Nowej Szkocji, lecz wobec olbrzymich sentymentów antykonfederacyjnych w tej prowincji przegrał wybory. Sytuacja odwróciła się wraz z osłabieniem ruchu antykonfederacyjnego. W 1870 Henry został burmistrzem Halifaksu, a w 1875 – pierwszym przewodniczącym Sądu Najwyższego Kanady. Pod koniec życia, rozczarowany polityką konserwatystów, zbliżył się ponownie do liberałów.